# Norbaéocystine
La norbaéocystine est un alcaloïde issu des champignons psilocybes. Il est très proche chimiquement de la psilocybine, mais ne participe apparemment pas aux effets hallucinogènes du champignon.